# The Outer Worlds
The Outer Worlds é um jogo de RPG de ação desenvolvido pela Obsidian Entertainment e publicado pela Private Division. O jogo foi lançado para Microsoft Windows, PlayStation 4 e Xbox One em 25 de outubro de 2019, com uma versão para Nintendo Switch a ser lançada em 5 de junho de 2020.

## Jogabilidade

Captura de tela da gameplay de The Outer Worlds.

The Outer Worlds é um RPG eletrônico de ação, com uma perspectiva em primeira pessoa. Nos estágios iniciais do jogo, o jogador pode criar seu próprio personagem e desbloquear uma nave, que atua como o espaço central do jogo. Embora o jogador não possa controlar sua nave, ela serve como um ponto de viagem rápida para acessar diferentes áreas do jogo e o inventário do jogador. O jogador pode encontrar e recrutar NPCs como companheiros que têm suas próprias missões e histórias pessoais. Ao acompanhar o jogador, os companheiros atuam como uma ajuda no combate. Cada companheiro tem suas próprias habilidades individuais e ataques especiais, e também pode desenvolver sua própria especialização. Ao explorar, o jogador pode trazer até dois companheiros a seu lado, enquanto o restante fica na nave. O jogador pode tomar várias decisões de diálogo, o que pode influenciar a ramificação da história do jogo. Eles também podem responder aos NPCs de várias maneiras, como agir heroicamente, maníaca ou de maneira idiota.
Durante situações de combate, o jogador pode usar vários tipos de armas, como armas brancas e armas de fogo, que possuem três tipos de munição: leve, pesada e energia. Essas armas podem ser personalizadas para adicionar dano elementar. O jogador pode usar habilidades furtivas ou sociais (persuasão) para evitar completamente o combate. À medida que o jogador avança, eles ganham pontos de experiência, que o jogador e seus companheiros podem usar para subir de nível e desbloquear novas habilidades. O jogador pode desenvolver suas habilidades técnicas, que são divididas em três categorias: Ciência, Medicina e Engenharia. Por exemplo, o jogador pode usar um raio de contração para diminuir um inimigo. O jogador pode investir pontos nessas habilidades, o que liberará novas vantagens que aumentam a eficiência do combate. O jogador também pode entrar no estado "Dilatação temporal tática", que diminui o tempo e revela as estatísticas de saúde dos oponentes, o que garante vantagens táticas ao jogador. À medida que o jogador lidera seus companheiros, eles melhoram a força e a resiliência de combate de seus companheiros. O jogador também pode obter um "defeito" que ocorre quando o jogador falha repetidamente em certos segmentos de jogo. Defeitos pioram o jogador de alguma forma, mas também oferecem talentos e vantagens adicionais.

## Enredo
O jogo se passa em um futuro alternativo que divergiu em 1901, quando o presidente dos EUA William McKinley não é assassinado por Leon Czolgosz na Exposição Pan-Americana. Como resultado, Theodore Roosevelt nunca o sucedeu, permitindo que grandes organizações de negócios dominassem a sociedade no futuro, onde megacorporações começaram a colonizar e a terraformar planetas alienígenas. Originalmente destinado aos confins da galáxia, a viagem mais rápida que a luz de uma nave colônia se desvia, deixando-a abandonada à beira do espaço da colônia. O personagem do jogador acorda a bordo do modo de sono criogênico apenas para descobrir que a maioria dos passageiros ainda está em hibernação e inicia uma jornada para uma colônia próxima para investigar a verdadeira natureza das corporações. O jogo apresenta várias facções e uma história ramificada que reage às escolhas do jogador.

## Desenvolvimento
O jogo é desenvolvido pela Obsidian Entertainment e publicado pela editora Private Division da Take-Two Interactive. Embora a Obsidian estivesse em progresso para ser adquirida pela Microsoft Studios no momento de anúncio do jogo, o projeto já estava em desenvolvimento antes desse ponto e a Take-Two havia garantido os direitos de publicação antes da oferta de aquisição da Microsoft.
Tim Cain e Leonard Boyarsky, os criadores da série Fallout, atuaram como diretores do jogo. A dupla de diretores descreveram o jogo como "a combinação da morbidade sombria de [Boyarsky] e da bobagem de Tim", e esperavam buscar um equilíbrio entre bobagem e drama ao criar o tom e a narrativa do jogo. Opções românticas foram inicialmente consideradas, mas o recurso acabou sendo cortado pelo estúdio. Os escritores do jogo incluem Boyarsky e Megan Starks.
O jogo está em desenvolvimento desde pelo menos maio de 2016, quando o CEO da Obsidian, Feargus Urquhart, mencionou que um pequeno número de pessoas no estúdio, incluindo Cain e Boyarsky, estavam trabalhando em "algo completamente novo" na Unreal Engine durante uma entrevista à Game Pressure. A Obsidian mais tarde revelou o desenvolvimento do jogo em 2017. Em dezembro de 2017, a Private Division anunciou o projeto como sua primeira lista de jogos publicados. Foi anunciado no The Game Awards 2018 em dezembro e foi lançado para Microsoft Windows, PlayStation 4 e Xbox One em 25 de outubro de 2019. Em março de 2019, foi anunciado que o jogo seria lançado exclusivamente na Epic Games Store e na Microsoft Store, com o lançamento original do Steam atrasado por pelo menos um ano. A resposta dos fãs ao anúncio foi negativa. Em julho de 2019, a Obsidian anunciou que o jogo também seria lançado no Nintendo Switch em 2020.

## Recepção
The Outer Worlds recebeu críticas geralmente favoráveis, de acordo com o agregador de críticas Metacritic. Escrevendo para a Game Informer, Joe Juba elogiou o jogo por sua trilha sonora e por reunir um "excelente elenco de dubladores", enquanto Daniel Bloodworth, da Easy Allies, achou que o jogo era "incrivelmente bem escrito", mas criticou os personagens por parecerem "rígidos, sem linguagem corporal" durante as interações do diálogo. A recepção ao sistema de combate foi mais mista. Considerando que o jogo recebeu elogios de Josh Harmon da Electronic Gaming Monthly pela profundidade de sua mecânica de combate corpo a corpo, Tom Senior, escrevendo para PC Gamer, observou que "o combate não é tão desafiador e os inimigos se encaixam em categorias desgastadas".
The Outer Worlds vendeu mais de 2 milhões de cópias, superando as expectativas da publicadora. Foi indicado para vários prêmios por sua escrita, dublagem e design visual – levando para casa cinco prêmios no NAVGTR Awards 2020, e vencendo o Big Apple Award de Melhor Jogo do Ano no New York Game Awards 2020. Além disso, foi indicado na categoria de Jogo do Ano no The Game Awards 2019.